# لوسین گلدمن
لوسین گلدمن (به فرانسوی: Lucien Goldmann) (متولد ۲۰ ژوئیه ۱۹۱۳، درگذشته ۸ اکتبر ۱۹۷۰) فیلسوف، جامعه‌شناس و نظریه‌پرداز مارکسیست فرانسوی از تباری یهودی-رومانیایی بود. وی استاد " مدرسه عالی مطالعات علوم اجتماعی" بود.
گلدمن ابتدا در دانشگاه بخارست و سپس در دانشگاه وین زیرنظر ماکس آدلر حقوق خواند اما در سال ۱۹۳۴ به دانشگاه پاریس رفت تا اقتصاد سیاسی، ادبیات و فلسفه بخواند. او دکترای فلسفه خود را در سال ۱۹۴۵ از دانشگاه زوریخ و با رساله‌ای تحت عنوان " انسان، جامعه و جهان در فلسفه امانوئل کانت " دریافت کرد.
از آثار او می‌توان به "جامعه‌شناسی ادبیات"، "خدای پنهان" و "لوکاچ و هایدگر: به سوی فلسفه ای نو" اشاره کرد.